# Schizomus mediocriter
Schizomus mediocriter är en spindeldjursart som beskrevs av Lawrence 1969. Schizomus mediocriter ingår i släktet Schizomus och familjen Hubbardiidae. Inga underarter finns listade i Catalogue of Life.